# 会宁市
42°26′N 129°45′E / 42.433°N 129.750°E

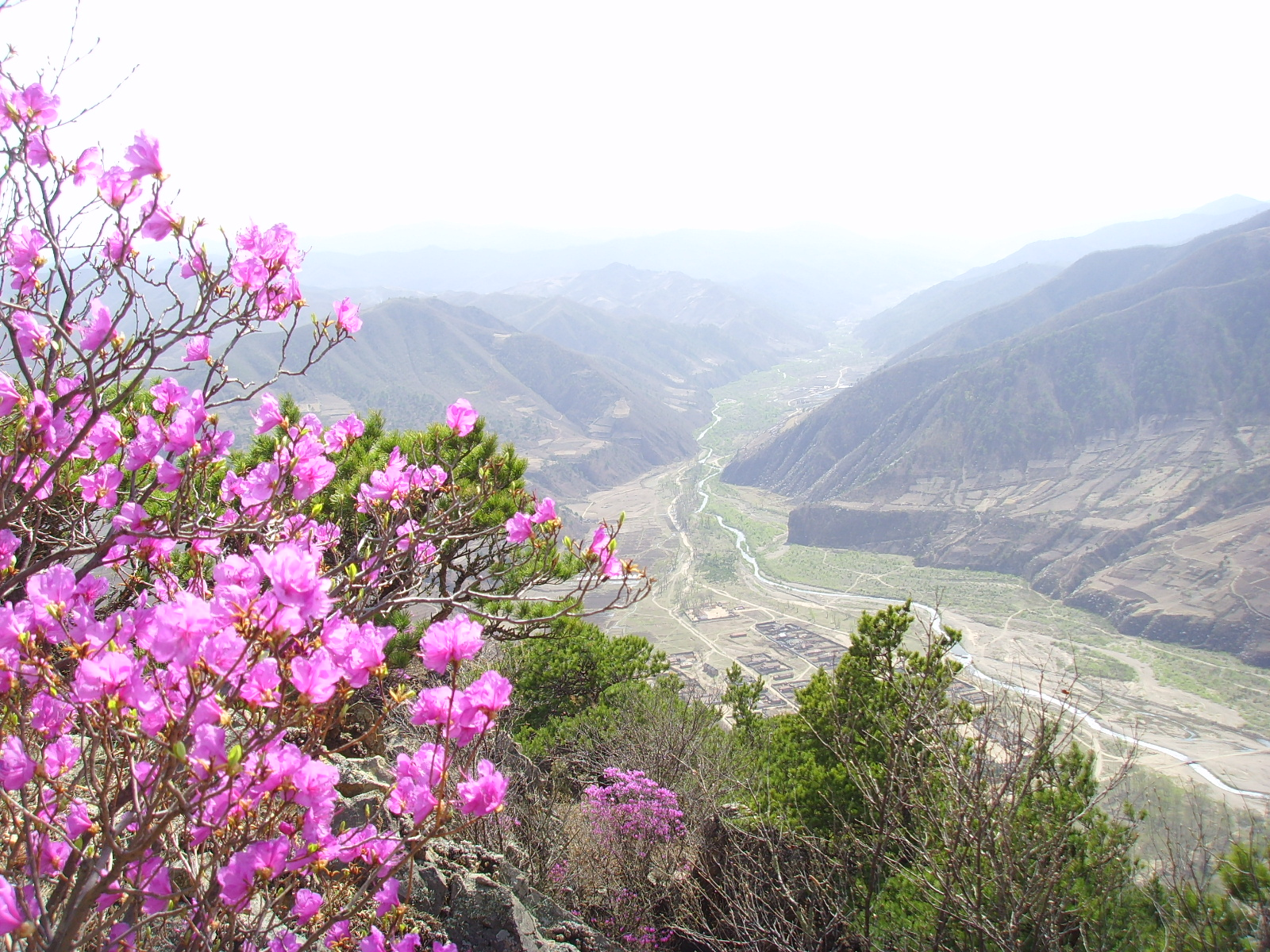
會寧市的圖們江段

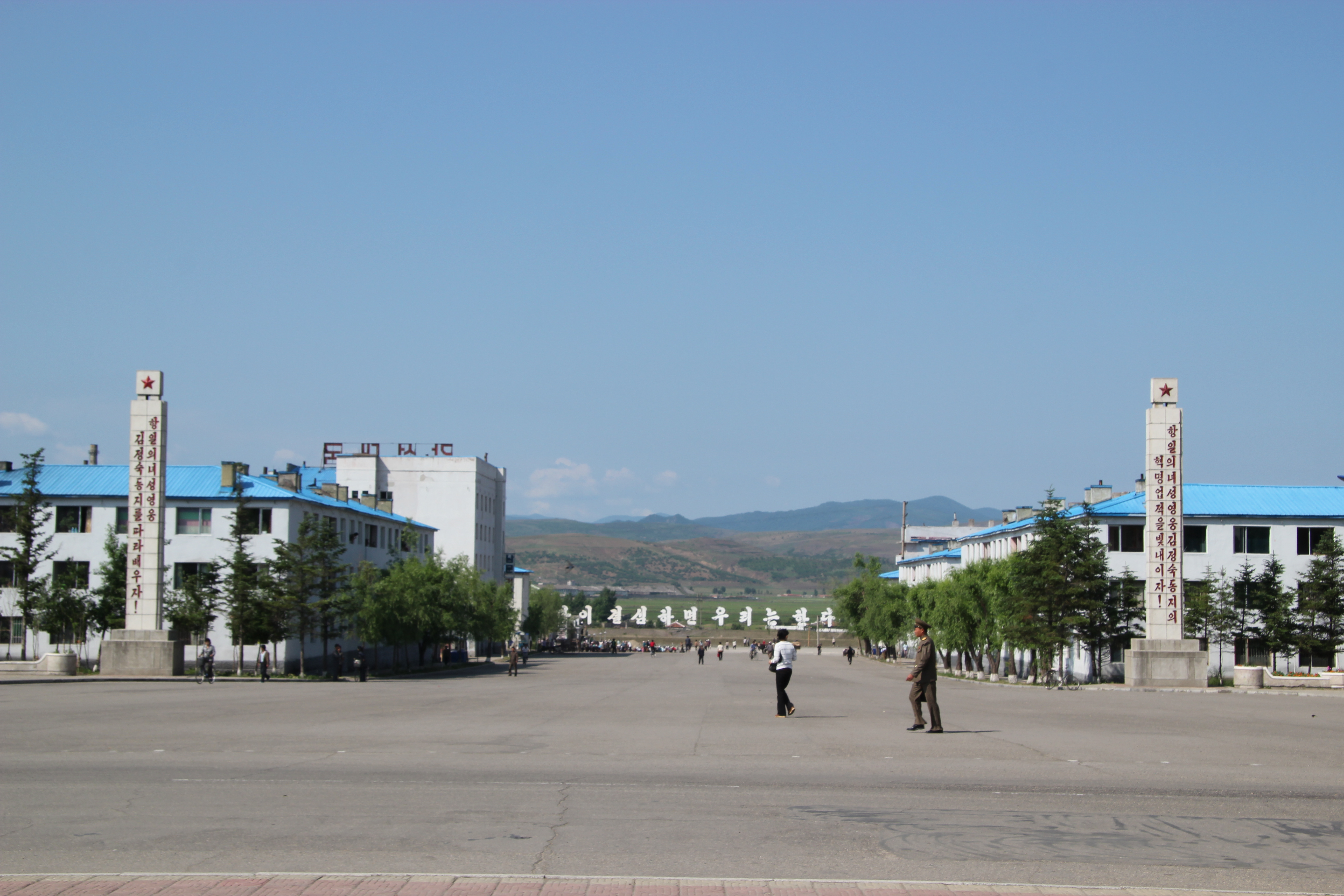
会宁市中心

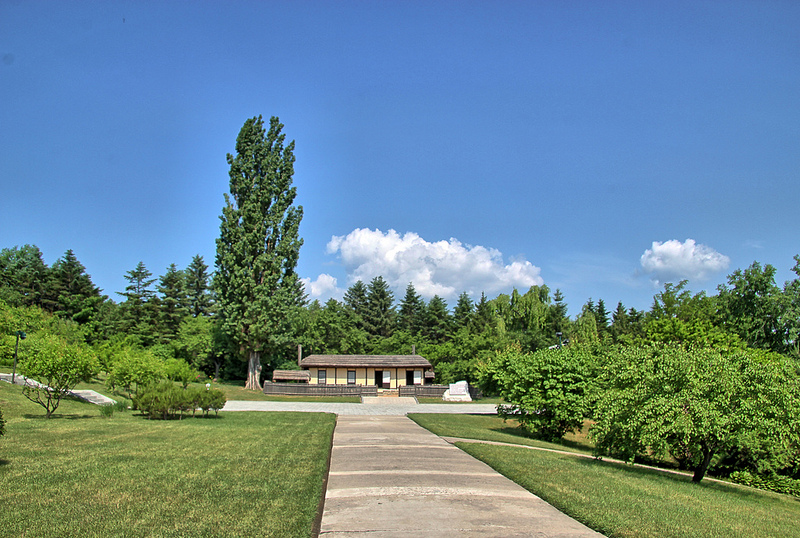
金正淑同志革命事跡館

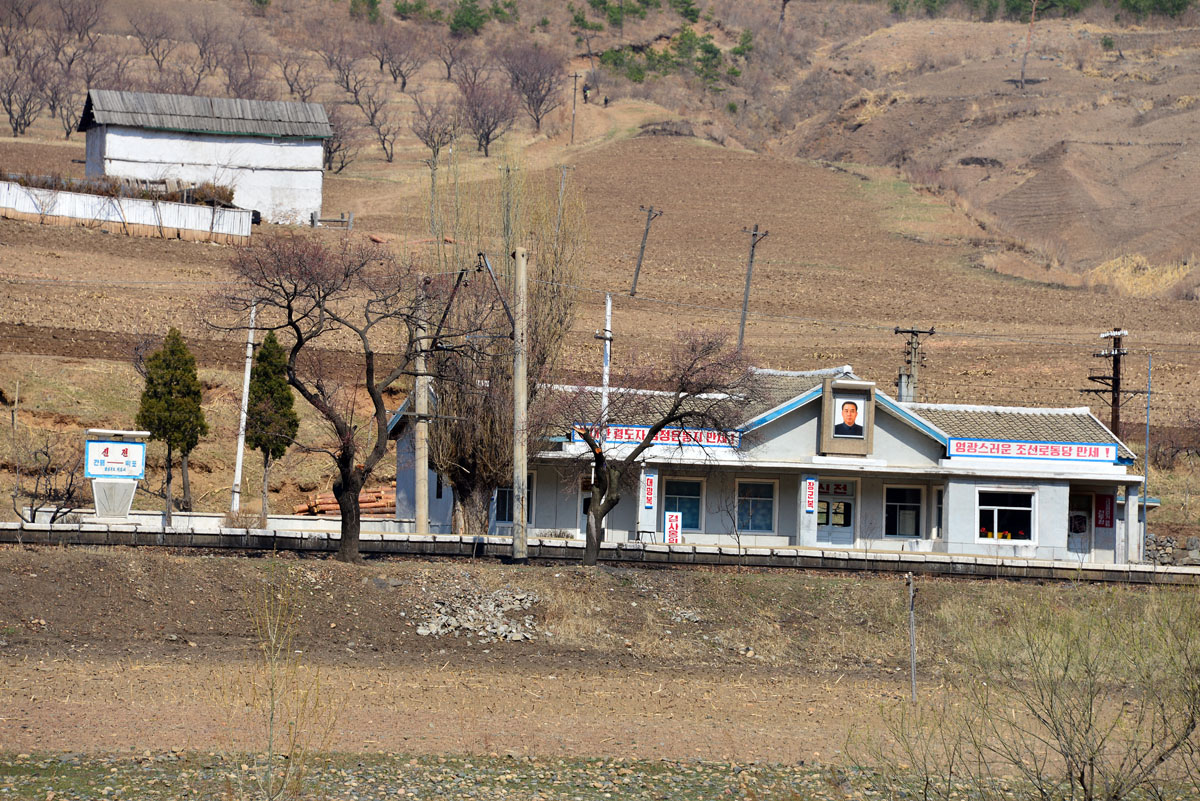
新田站

會寧市（朝鲜语：／ Hoiryŏng si */?）是朝鮮民主主義人民共和國咸鏡北道豆滿江（圖們江）沿岸城市，與中華人民共和國吉林省龍井市接壤，古時是圖們江沿岸六鎮之一。
該處也是監獄「會寧集中營」所在。

## 歷史
建州女真大约在14世纪末至15世纪初，大多集结到以阿木河（又作斡木河、吾音会，今朝鲜会宁）为中心的图们江东岸一带。因物资缺乏常常到朝鲜边境乞粮，甚至搶劫。明成祖即位后，于永乐元年十一月诏设建州卫军民指挥使司，以阿哈出为指挥使。并遣千户王可仁等至朝鲜招抚女真。后来朝鮮世宗發動婆豬江戰鬥，向北攻擊并驅趕女真人，下令对女真“除老幼外， 丁壮并令斩之”。最終获得此地，并设置「六鎮」之一。

## 工業
設有：基礎食品廠、化學日用品廠、山羊牧場及白杏加工廠等

## 著名的企業
- 「青年山羊牧場」：牛乳類加工品，供應市民。
- 「會寧白杏加工廠」生產的「白杏仁酒」是會寧的特產。

## 高等院校
- 金正淑教員大學

## 特產
- 會寧白杏
- 會寧陶器

## 觀光熱點
- 金正淑同志革命事跡館：1974年10月開館，它展示朝鮮抗日女英雄金正淑女士的資料
- 鰲山徳：市中心的小丘，設有金正淑女士的銅像及事蹟碑、鰲山徳所出產的白杏是聞名全朝鮮的特產，它的風光優美，有「咸北名勝」的美譽。
- 會寧橋頭：位於會寧市中心的西北部約5公里處，它是與中華人民共和國的吉林省龍井市接壤的混凝土公路橋。
- 會寧人民圖書舘：位於會寧市的城川洞，在1993年12月24日開館，建築瑰麗。
- 觀光飯店：
  - 會寧飯店(三級)：位於會寧市中心的東南部約3公里處，設有34间客房。
  - 鰲山觀光飯店(四級)：位於鰲山徳的山麓，設有21间客房。

## 著名人物
- 吴白龙
- 金正淑
- 李順載

1. ↑  《朝鲜实录》，世宗十五年五月庚申